# Абакуменко, Алексей Яковлевич
Алексе́й Я́ковлевич Абаку́менко (1889—1920) — русский военный лётчик, герой Первой мировой войны.

## Биография
Родился 15 марта 1889 года в Луганске, происходил из мещан Харьковской губернии. Получил домашнее образование.

### Военная служба
В военную службу вступил 29 октября 1910 года и 13 ноября был зачислен рядовым в 11-ю воздухоплавательную роту, служил мотористом. 27 марта 1912 года командирован в Авиационный отдел Офицерской воздухоплавательной школы, где прошёл курс обучения в моторном классе на теоретических авиационных курсах при Санкт-Петербургском политехническом институте. 29 апреля 1912 года сдал экзамены на лётчика. 29 декабря 1912 года произведён в ефрейторы и 20 марта 1913 года — в младшие унтер-офицеры.
29 апреля 1913 года Абакуменко был командирован в Брест-Литовский воздухоплавательный батальон и участвовал в формировании Брест-Литовского крепостного авиационного отряда. С 15 сентября того же года служил в Новогеоргиевском крепостном авиационном отряде, однако уже в декабре был переведён обратно в Брест-Литовский авиаотряд, где был исполняющим дела заведующего отрядными мастерскими.
С началом Первой мировой войны Абакуменко был заведующим вооружением отряда и неоднократно совершал боевые вылеты. 17 декабря 1914 года он был награждён Георгиевским крестом 4-й степени за то, что
управляя аппаратом 18 и 20 ноября сего года под действительным и крайне сильным орудийным и ружейным огнём противника, дал возможность произвести наблюдателю поручику Алексееву ряд весьма удачных и ценных фотографических снимков укреплений крепости Перемышль, представленных в штаб XI-й армии. 18 ноября в другом полёте, несмотря на полученную пробоину в аппарате от неприятельского огня, продолжал вести аппарат по направлению к городу, и дал возможность выбросить бомбы в электрическую станцию и в постройки около форта № 13.
Приказом по армиям Юго-Западного фронта от 18 декабря 1914 года Абакуменко был произведён в прапорщики (производство утверждено 30 января 1916 года). За другие отличия он получил Георгиевские кресты 3-й, 2-й и 1-й степеней. 4 июля 1915 года за отличия в боях с австрийцами он получил свой первый орден Св. Анны 4-й степени.
24 августа 1915 года Абакуменко был переведён в Особый авиационный отряд для охраны императорской резиденции. Здесь он за боевые подвиги при взятии Перемышля был награждён орденами Св. Станислава 3-й степени с мечами и бантом (25 февраля 1916 года) и Св. Анны 3-й степени с мечами и бантом (17 июля 1916 года). Также за отличия он получил чины подпоручика (31 марта 1916 года) и поручика (24 июня 1916 года). Далее он был удостоен орденов Св. Станислава 2-й степени с мечами (5 декабря 1916 года) и Св. Владимира 4-й степени с мечами и бантом (11 декабря 1916 года).
11 июня 1917 года Абакуменко был переведён на должность младшего офицера в 15-й авиационный отряд, 17 сентября того же года он получил чин штабс-капитана с переводом в 1-й корпусной авиационный отряд. Приказом по 5-й армии от 10 октября 1917 года Абакуменко был награждён орденом Св. Георгия 4-й степени
19-го июля 1917 г., он, охраняя шедший на немецкую территорию для бомбометания наш «Фарман», увидев неприятельский истребитель, направлявшийся к «Фарману», вступил с истребителем в бой, чем не только дал возможность «Фарману» исполнить свою задачу, но и сбил этот истребитель, который упал в районе Ново-Александровского шоссе непосредственно за немецкими окопами.
В середине октября Абакуменко был командирован в Англию для обучения в королевской авиационной школе.
В августе 1918 года Абакуменко покинул Англию и вернулся в Россию, служил у Колчака в 1-м Сибирском корпусном авиаотряде, за отличия против Красной армии произведён в капитаны. В феврале 1919 года находился в селе Спасском Приморской области, где был начальником авиационного поезда-мастерской № 3.
После разгрома Колчака Абакуменко эмигрировал в Китай. 22 сентября 1920 года он погиб при испытаниях на Харбинском ипподроме нового самолёта И. И. Дилля. Похоронен там же 25 сентября.